# Ville-au-Montois
Ville-au-Montois település Franciaországban, Meurthe-et-Moselle megyében. Lakosainak száma 246 fő (2022. január 1.). Ville-au-Montois Baslieux, Bazailles, Fillières, Joppécourt, Laix és Morfontaine községekkel határos.

## Népesség
A település népessége az elmúlt években az alábbi módon változott:
| Lakosok száma | 378  | 323  | 263  | 269  | 268  | 268  | 269  | 270  | 263  | 246  |
|               | 1968 | 1982 | 1999 | 2006 | 2011 | 2015 | 2017 | 2018 | 2020 | 2022 |